# Mùa hè Tình yêu
Mùa hè Tình yêu là một hiện tượng xã hội diễn ra vào mùa hè năm 1967, khi khoảng 100.000 người tụ hội tại Haight-Ashbury, một khu phố thuộc San Francisco. Mặc dù những người hippie cũng tập trung tại nhiều thành phố lớn tại Mỹ, Canada và châu Âu, San Francisco vẫn được nhắc đến với tư cách thủ phủ của trận địa chấn xã hội mà sau đó được xem như là cuộc Cách mạng của người Hippie. Cũng như thành phố anh em Greenwich Village, không khí San Francisco trở nên nóng hơn bao giờ hết với mùi chính trị, âm nhạc, ma túy, sự sáng tạo quyện chặt với tự do tình dục và mặc cảm xã hội (social inhibition). Khi các phong trào của người hippie ngày càng đi sâu hơn vào nhận thức cộng đồng đặc biệt vào những năm 1960, như một hậu quả tất yếu, nhiều công dân bắt đầu đặt câu hỏi về mọi chuyện đang diễn ra xung quanh mình.
Cuộc tụ hội vô tiền khoáng hậu của những người trẻ này luôn được cân nhắc như là một "thử nghiệm xã hội", khi những phong cách sống mới khơi nguồn tại đây đã dần trở nên phổ biến và được chấp nhận như sự bình đẳng giới, lối sống cộng đồng (communal living) và tự do yêu đương. Một số sự thay đổi đó tiếp tục tồn tại vào đầu những năm 1970, và có tác động sâu sắc tới xã hội hiện đại.
Cộng đồng hippie, hay còn được gọi là "những đứa trẻ mang hoa", là những người theo chủ nghĩa chiết trung. Đa số thành viên nghi ngờ chính phủ, từ chối chủ nghĩa tiêu thụ và phản đối chiến tranh Việt Nam. Một vài người có niềm đam mê với chính trị, một số khác tập trung vào nghệ thuật (âm nhạc, hội họa, thi ca) hoặc các vấn đề tôn giáo và sự thiền định. Tất cả đều háo hức tích hợp những ý tưởng mới và cái nhìn sâu sắc vào cuộc sống hàng ngày, của bản thân mình và cả toàn thể xã hội.

## Đầu năm 1967
Được truyền cảm hứng bởi thế hệ Beats những năm 1950 - một cộng đồng phát triển phồn thịnh tại vùng Biển Bắc San Francisco, những người trẻ hội tụ tại Haight-Ashbury từ chối những quan niệm bảo thủ của cuộc Chiến tranh lạnh. Họ không chấp nhận những giá trị vật chất của cuộc sống hiện đại mà nhấn mạnh vào các nguyên tắc cộng đồng và sự sẻ chia. Tổ chức The Diggers đã thành lập một cửa hàng miễn phí, và một phòng khám miễn phí phục vụ cho các nhu cầu y tế cũng được mở ra.
Khúc dạo đầu của "Mùa hè Tình yêu" là chương trình Human Be-In diễn ra tại Công viên Cổng Vàng vào ngày 14, tháng 1 năm 1967 do nghệ sĩ Michael Bowen tổ chức và sản xuất, được xem như nơi "tụ hội của những người cùng tư tưởng".
James Rado và Gerome Ragni đã tham gia và hấp thu toàn bộ sự kiện này, và những trải nghiệm quý báu đó đó đã hình thành cơ sở cho vở nhạc kịch Hair của họ. Rado hồi tưởng: "Trên đường phố, trong công viên và bất cứ nơi đâu có cư dân hippie đều tràn ngập niềm phấn khích, và chúng tôi đã nghĩ rằng ‘Nếu chúng mình có thể đưa sự hân hoan này lên sân khấu thì thật tuyệt vời...’ Thật hết sức thoải mái, chúng tôi đã đến Be-Ins và để cho tóc mình dài ra. Sự kiện này có ý nghĩa lịch sử vô cùng quan trọng, và nếu chúng tôi không ghi lại, sẽ chẳng còn chút chứng cứ nào. Bạn có thể đọc hay xem lại qua những bộ phim, nhưng bạn sẽ chẳng bao giờ có được trải nghiệm tuyệt vời đó. Tôi chợt nghĩ "Điều này hẳn đang xảy ra trên đường phố, và chúng tôi sẽ mang nó lên sân khấu".
Cũng trong chương trình này, Timothy Leary đã hô vang khẩu hiệu "turn on, tune in, drop out", và nó còn tiếp tục được vang lên trong suốt Mùa hè Tình yêu.
Sự kiện này đã được thông báo trên một tạp chí psychedelic địa phương, tờ Sấm truyền San Francisco (San Francisco Oracle):
"Một khái niệm mới về kỷ niệm ẩn giấu bên dưới mỗi con người sẽ xuất hiện, trở nên sáng suốt, và do được sẻ chia, một cuộc cách mạng sẽ được hình thành trên cơ sở sự phục hưng của tình thương, của nhận thức và của tình yêu, và sự mặc khải từ sự thống nhất toàn nhân loại."
Human Be-In thu hút xấp xỉ 30000 người cùng tư tưởng và trở thành sự kiện được xác nhận đầu tiên cho sự bùng nổ của cộng đồng hippie.
Khái niệm Mùa hè Tình yêu xuất phát từ Hội đồng cho Mùa hè Tình yêu, một tổ chức được thành lập vào mùa xuân năm 1967 như một phản hồi kịp thời cho cuộc tụ hội giữa những người trẻ tại Haight-Ashbury. Hội đồng bao gồm các nhóm The Family Dog, The Straight Theater, The Diggers, The San Francisco Oracle và xấp xỉ 25 người khác, với mục đích tìm kiếm phương thức để giảm thiểu các vấn đề được dự kiến trước khi dòng người sẽ kéo đến vào mùa hè. Hội đồng cũng hỗ trợ phòng khám miễn phí và tổ chức nơi ăn, chỗ ở, nơi vệ sinh, âm nhạc và nghệ thuật, cùng sự giúp đỡ của các nhà thờ địa phương và các tổ chức xã hội cung cấp mọi vật dụng cần thiết

## Sự lan tỏa
Sự gia tăng chóng mặt những người trẻ hành hương đến Haight-Ashbury đã khiến giới cầm quyền San Francisco chú ý và họ tỏ lập trường rõ ràng không đón tiếp những người hippie này. Adam Kneeman, một cư dân lâu đời tại Haight-Ashbury, nhớ lại rằng cảnh sát đã không có nhiều biện pháp giúp đỡ, và dòng người kéo đến đã gây nên tình trạng quá tải cho thành phố.
Các sinh viên và học sinh phổ thông bắt đầu kéo đến Haight Ashbury vào kỳ nghỉ xuân năm 1967 và chính quyền địa phương ra quyết định ngăn cản dòng người vào mùa hè. Chính lệnh cấm này vô tình đã thu hút sự chú ý của nhiều người, và những bài báo nối tiếp nhau từ tòa soạn địa phương đã hấp dẫn truyền thông toàn quốc. Cũng tại thời điểm này, những người cầm đầu cho phong trào đã có sự phản hồi bằng cách thành lập Hội đồng Mùa hè Tình yêu, cái tên sau đó đã lan tỏa cộng đồng và trở thành tên gọi chính thức của sự kiện.
Sự bao phủ của truyền thông lên toàn bộ đời sống của dân hippie tại Haigh Ashbury đã thu hút giới trẻ trên toàn nước Mỹ. Hunter S.Thompson đã nhắc đến khái niệm "Hashbury" trên tạp chí The New York Times, và mọi hoạt động tại đây liên tục được cập nhật. 
Phong trào cũng được nuôi dưỡng bởi chính các tạp chí của mình, đặc biệt là tờ San Francisco Oracle (Sấm truyền San Francisco) - một tạp chí đã tiêu thụ được hơn nửa triệu bản trong năm đó.
Phong trào tiếp tục chứng tỏ sự lôi cuốn truyền thông bằng các sự kiện Fantasy Fair and Magic Mountain Music Festival tại Marin County và Monterey Pop Festival, cả hai đều diễn ra vào tháng 6 năm 1967. Tại Monterey, xấp xỉ 30000 người đã tập trung trong ngày đầu tiên của lễ hội âm nhạc và nhanh chóng tăng lên đến 60000 người trong ngày cuối cùng. Hơn thế, truyền thông từ Monterey Pop Festival cũng nuôi dưỡng Mùa hè tình yêu bằng cách thu hút một lượng lớn cư dân hippie non trẻ đến để gặp những ban nhạc yêu thích của họ như The Who, Grateful Dead, the Animals, Jefferson Airplane, Quicksilver Messenger Service, The Jimi Hendrix Experience, Otis Redding, The Byrds, và Big Brother and the Holding Company kết hợp cùng Janis Joplin.

## "San Francisco (Be Sure to Wear Flowers in Your Hair)"
John Phillips, thành viên nhóm nhạc The Mamas & the Papas đã viết ca khúc "San Francisco (Be Sure to Wear Flowers in Your Hair) cho Scott McKenzie, một người bạn của ông. Ca khúc này đã được trình diễn tại Monterey Pop Festival với sự dàn dựng của Phillips, và được giới thiệu tại San Francisco, nơi "những đứa trẻ mang hoa" đang cố gắng khái quát giấc mơ hippie của mình. Phát hành vào ngày 13, tháng 5 năm 1967, ca khúc này ngay lập tức trở thành hit. Vào ngày 1 tháng 7 năm 1967, San Francisco đã leo lên vị trí thứ 4 tại bảng xếp hạng Billboard Hot 100 tại Hoa Kỳ và trụ tại đây trong 4 tuần liên tiếp. Cùng lúc đó, ca khúc đã đạt vị trí số 1 tại Anh và nhiều nước châu Âu khác. Đĩa đơn này đã tiêu thụ được hơn 7 triệu bản trên toàn thế giới. 

## Các sự kiện
Tại thành phố New York, một sự kiện đã diễn ra tại Tompkins Square Park, Manhattan vào Ngày chiến sĩ trận vong (Memorial Day) năm 1967 đánh dấu sự khởi đầu cho Mùa hè tình yêu tại nơi đây. Trong suốt buổi hòa nhạc tại công viên, nhiều lần cảnh sát đã yêu cầu dừng tất cả các hoạt động. Để phản đối, đám đông đã ném nhiều vật khác nhau và 38 cảnh sát đã được bố trí ngay lập tức. Một cuộc tranh luận về mối đe dọa từ dân hippie đã diễn ra sau đó giữa thị trưởng John Lindsay và ủy viên cảnh sát Howard Leary. Sau khi kết thúc sự kiện, Allan Katzman, biên tập viên của tờ East Village Other đã dự tính khoảng 50.000 dân hippie đã đến đây trong mùa hè này.
Gấp đôi số đó, tương đương khoảng 100.000 người trẻ từ khắp mọi nơi trên thế giới đã tập trung tại Haight Ashbury, cũng như tại các địa điểm gần đó như Berkeley, để tận hưởng những trải nghiệm từ Mùa hè Tình yêu. Thức ăn miễn phí, ma túy miễn phí và cả tình yêu miễn phí luôn tràn ngập Công viên Cổng vàng, một phòng khám miễn phí cũng được thành lập nhằm giải quyết các vấn đề y tế, và một cửa hàng miễn phí cung cấp cấp các đồ dùng thiết yếu cho bất cứ ai cần chúng.
Mùa hè tình yêu hấp dẫn người dân từ mọi lứa tuổi: thanh thiếu niên, sinh viên đại học cùng bạn bè khao khát tham gia một sự kiện văn hóa vô tiền khoáng hậu; du khách tầng lớp trung lưu, binh lính cùng sĩ quan quân đội từ căn cứ. Haight Ashbury không đáp ứng đủ nơi lưu trú cho dòng người và do đó quang cảnh khu phố nhanh chóng trở nên xấu đi với tình trạng quá tải, người lang thang, đói nghèo, các vấn đề về ma túy và tội phạm đe dọa an ninh khu vực. 

## Chất kích thích
Các loại thuốc gây ảo giác trở nên phổ biến trong giới trẻ do mong muốn tìm kiếm một thực tại mới. Bob Weir, tay guitar của nhóm nhạc Grateful Dead bình luận: "Haight Ashbury là khu ổ chuột của những tay du cư muốn làm bất cứ thứ gì. Và tôi đã thử nhưng đó cũng là lần duy nhất cho đến hiện tại. Phải, tôi muốn nhắc đến LSD. Dù vậy, Haight Ashbury không chỉ là về ma túy. Đó làm sự khám phá, tìm tòi những phương thức mới để thể hiện bản thân và giúp nhận thức được sự tồn tại trong mỗi con người."
Sau khi đánh mất vị trí hướng dẫn tại khoa Tâm lý học tại Harvard, Timothy Leary trở thành người ủng hộ tích cực cho việc sử dụng ma túy và anh đã chia sẻ đức tin của mình tới bờ Đông. Sau khi thử psilocybin, một loại ma túy chiết xuất từ nấm với tác động tương tự LSD, Leary cho rằng tất cả các loại thuốc gây ảo giác đều phù hợp với sự phát triển nhân cách. Anh thường xuyên mời bạn bè cũng như những sinh viên lập dị cùng trải nghiệm với mình và người đồng nghiệp Richard Alpert.
Tại bờ Tây, nhà văn Ken Kesey, một tình nguyện viên tiên phong cho chiến dịch thử nghiệm LSD được tài trợ bởi CIA cũng ủng hộ việc sử dụng ma túy. Một thời gian ngắn sau khi tham gia, anh đã tràn ngập cảm hứng để viết lên cuốn tiểu thuyết nổi tiếng nhất của mình "Bay trên tổ chim cúc cu". Sau khi mua một chiếc xe buýt trường học cũ, tân trang lại bằng những bức hoạt họa phong cách psychedelic và thu hút những cá nhân cùng chí hướng mà anh gọi là Merry Pranksters, Kesey cùng những người bạn của mình đã du hành xuyên qua đất nước, thường tổ chức những buổi "thử acid" (acid tests), nơi họ đổ ma túy liều thấp pha loãng vào một thùng lớn và trao chứng chỉ cho bất cứ ai vượt qua bài kiểm tra này. 
Cùng với LSD, marijuana cũng được sử dụng nhiều trong giai đoạn này. Với sự mở rộng của phong trào, loại ma túy này cũng ngày được ưa thích hơn LSD do chúng gây ra sự phấn khích cao và có thành phần tự nhiên. Tuy nhiên, như một kết quả tất yếu, tỉ lệ tội phạm từ những người sử dụng ma túy tăng cao và một số luật lệ mới đã được ban hành nhằm quản lý việc sử dụng cả hai loại ma túy này. Những người sử dụng đã tổ chức các chương trình nhằm chống lại luật lệ, trong đó bao gồm cả Human Be-In và một số sự kiện khác diễn ra trong tháng 7 và tháng 8. Tuy nhiên, những nỗ lực đó đều không mang lại thành công.

## Cái chết và dư âm
Sau khi nhiều người bỏ đi vào mùa thu để tiếp tục chương trình học tập, những người ở lại Haight muốn có một cái kết đang nhớ cho mùa hè tình yêu, không chỉ cho chính mình mà còn tới những người vẫn đang quá cảnh hoặc cân nhắc tính chất của chuyến đi. Một lễ tang mô phỏng mang tên "Cái chết của người Hippie" đã diễn ra vào ngày 6 tháng 10, năm 1967, và người tổ chức Mary Kasper đã giải thích thông điệp cuối cùng này:
"Chúng tôi muốn ra tín hiệu rằng nó (mùa hè tình yêu) đã kết thúc, cứ dừng chân tại nơi chốn của mình, mang cuộc cách mạng tới nơi đâu bạn sống và đừng tới đây vì mọi thứ đã trôi qua và hoàn thiện"
Tại New York, vở nhạc kịch rock mang tên Hair kể câu chuyện về cuộc cách mạng giới tính và phong trào phản văn hóa của dân hippie những năm 1960 đã mở màn tại sân khấu Broadway ngày 17 tháng 10 năm 1967.

## Kỷ niệm 40 năm
Ngày 2 tháng 9 năm 2007, San Francisco đã tổ chức lễ kỷ niệm 40 năm năm Mùa hè Tình yêu với nhiều chương trình diễn ra. Sự kiện này đã thu hút nhiều người trẻ mùa hè năm ấy cùng con cái của họ, cũng như nhiều bạn trẻ khác.

## Tại London
Phong trào diễn ra lần đầu tiên tại Irish Dance Hall, Tottenham. Thành phố này cũng tổ chức nhiều sự kiện tương tự các sự kiện diễn ra tại Hoa Kỳ, trong đó đa số tại Soho, đường nhà vua tại Chelsea và khu vực công viên Westbourne Park.
Một trong những bản thánh ca mô tả không khí chung của quãng thời gian này là "A Whiter Shade of Pale" được trình diễn bởi Procol Harum và một số ban nhạc khác bao gồm Pink Floyd, T. Rex và Soft Machine. Đa số biểu diễn tại UFO Club, không gian âm nhạc quan trọng trong thời gian này. Một sự kiện lớn khác là International Love-In tại Alexandra Palace tháng 7 năm 1967.